# LG Corporation
LG Corporation (o LG Group), anteriormente Lucky-Goldstar desde 1983 a 1995. Es un conglomerado multinacional coreano fundado por Koo In-hwoi y administrado por las siguientes generaciones de su familia. Es la cuarta chaebol en Corea del Sur. Su sede se encuentra en el edificio LG Twin Towers en Yeoui-dong, distrito Yeongdeungpo-gu, Seúl. LG se dedica a la electrónica, química y telecomunicaciones productos y operaciones subsidiaria como LG Electronics, Zenith, LG Display, LG Uplus, LG Innotek, LG Chem, y LG Energy Solution en más de 80 países.

## Historia
Creada en 1947, asumió el nombre abreviado de LG en 1995. LG es una abreviatura de «Lucky Goldstar» en Corea del Sur, que ha sido traducido al inglés como Lucky Venus (Goldstar, estrella dorada en inglés). Antes, muchos de sus productos electrónicos fueron vendidos bajo la marca Goldstar, mientras que otros productos fueron vendidos bajo la marca Lucky. Era famosa por los productos de limpieza del hogar y detergentes para ropa en Corea del Sur. Antes de la industrialización masiva de la sociedad de Corea del Sur, el nombre de Lucky era sinónimo de pasta de dientes.
Recientemente, la compañía ha tratado de actualizar su eslogan sugiriendo que LG significa «Life's Good». En enero de 2009, LG Corporation compró el dominio LG.com, y, en 2022, anunció la incorporación de dos nuevas áreas de negocio relacionadas con blockchain y criptomonedas.
LG decidió dejar de producir smartphones principalmente debido a las dificultades que enfrentaba en un mercado competitivo, con ventas que no cumplían con las expectativas y una fuerte competencia de otras marcas. A pesar de haber invertido fuertemente en este segmento, la compañía optó por centrarse en otras áreas tecnológicas, como la electrónica de consumo, las soluciones para el hogar inteligente y los componentes para vehículos eléctricos.

## Imagen corporativa

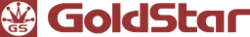
Logo de GoldStar, nombre usado en antiguos productos electrónicos de LG.
1995-2014
Desde 2014

## Productos
- Lavadoras
- Secadoras
- Estufas
- Microondas
- Aires Acondicionados
- Calentadores
- Televisores
- Monitores para computadoras
- Sistemas de audio
- Cámaras digitales
- Teléfonos inteligentes (2001-2021)
- Tablets
- Computadoras
- Aspiradoras